# Bartholomäus Krüger
Bartholomäus Krüger (* um 1540 in Sperenberg; † nach 1597 in Trebbin) war ein deutscher Schriftsteller. Zwischen 1580 und 1597 ist er als Stadtschreiber und Organist in Trebbin nachweisbar. Krüger ist der Verfasser des Volksbuches von Hans Clauerts werklichen Historien, das 1587 entstand. Es ist anzunehmen, dass er das reale Vorbild seines Buches, den Viehhändler Hans Clauert, der 1566 an der Pest starb, selbst kannte. Das Werk hat Ähnlichkeiten mit dem Till Eulenspiegel, hat allerdings deutliche lokale Bezüge. Johannes Bobrowski griff den Stoff 1956 in dem Jugendbuch Hans Clauert, der Märkische Eulenspiegel auf.

## Werke
- Eine schöne und lustige neue Aktion von dem Anfang und Ende der Welt. 1574 (Drama)
- Ein neues weltliches Spiel, wie die bäurischen Richter einen Landsknecht unschuldig hinrichten lassen. 1579 (Drama)
- Hans Clawerts Werckliche Historien. 1587